# 김복한묘
김복한묘(金福漢墓)는 대한민국 충청남도 홍성군 서부면 이호리에 있는, 조선 후기의 문신이자 의병장인 지산(志山) 김복한(1860∼1924)의 묘소이다. 1984년 5월 17일 충청남도의 문화재자료 제169호로 지정되었다.

## 개요
조선 후기의 문신이자 의병장인 지산(志山) 김복한(1860∼1924)의 묘소이다.
1892년 별시문과에 급제한 뒤 홍문관 교리가 되었고 이후 여러 벼슬을 지냈다. 1894년 승정원 승지에 올랐으나 6월 갑오개혁으로 일본의 간섭이 시작되자 벼슬을 버리고 고향에 내려갔다. 8월에 명성황후 시해사건이 일어나고 이에 이설·이근주 등과 함께 의병을 일으켰으나 홍주목사 이승우에게 체포되었다. 고종의 특사로 석방된 후 세상과 인연을 끊고 후진 양성에 전념하여 문하생이 수백 명에 이르렀다. 일제에 의해 강제로 을사조약이 체결되자 역신들을 참수하여야 한다는 상소를 올려 감옥에 갇히고, 1910년 유림의 대표로 파리평화회의에 독립을 호소하는 긴 글을 보냈다가 투옥되었다. 건강상의 이유로 90여 일만에 석방된 뒤 문하생 수가 늘어나 인지재(仁智齋)라는 강당을 세우고 후진 양성에 전념하다가 1924년에 세상을 떠났다.
홍성군 서부면에 묘와 사당이 세워져 있으며, 묘 앞에는 비석과 상석이 놓여 있다.

## 참고 문헌
- 김복한묘 - 국가유산청 국가유산포털